# Nemognatha scutellaroides
Nemognatha scutellaroides es una especie de coleóptero de la familia Meloidae.

## Distribución geográfica
Habita en Guatemala México.